# にじいろジーン
『にじいろジーン』（英字表記:NIJIIRO JEAN）は、関西テレビ（カンテレ）を制作局として、フジテレビ系列で2008年4月5日から2020年3月28日まで毎週土曜日 8:30 - 9:55（JST）に生放送されていた日本の情報バラエティ番組である。

## 概要
前番組『うふふのぷ』に代る土曜朝の情報番組として2008年4月5日に放送開始。同番組で東京散歩のコーナー担当だった山口智充が総合司会を務め、レギュラーだったガレッジセールも引き続き出演した。2010年3月20日で放送100回を突破した。番組は大阪の関西テレビ本社スタジオから生放送されていた。同局が製作する全国放送の番組は少なからずあるが、大阪本社のスタジオから放送される同局の全国放送番組は当番組が唯一だった。
本番組のマスコットキャラクターはイヌをモチーフにした『ジーンちゃん』。雪だるまのような体形で体の色は基本的に白だが耳と足首が黒く、赤い靴を履いている。番組ロゴに登場するほか「ジーンちゃんがキキコミ!世界ピカイチ☆ツアー」のコーナーなどにも登場している。
総合司会の山口がレギュラー出演していたTBS系列『リンカーン』の収録日と、本番組の生放送が同じ日に当たるため、山口は2009年3月を以って『リンカーン』のレギュラーを降板している。
毎年7月下旬には、「まるごと京都SP」として全編京都からの生中継で放送される。また、2010年7月31日放送は、ガレッジセールは本番組生出演のため、自身がMCを務める『天才てれびくんMAX』の夏イベント（NHKホール）には不参加となった。
2013年10月5日放送回から一部スポンサーのみカラー表示になった。
2018年3月20日（火曜日）21:00 - 22:48には、放送10周年及び放送回数500回を記念して、『10周年だよ! にじいろジーン 世界で大変身SP!! ハリウッド女優㊙プライベートから豪邸リフォームまで全部見せます!』と題した番組初の全国ネット・ゴールデンタイム・プライムタイムで特別番組が放送された。尚レギュラー放送とは異なり収録放送だった他、テレビ宮崎は22時台は他系列のドラマの時差ネットに充てていることから放送を見送った。（21時台は関西テレビで以前放送された単発番組で穴埋め）
2018年4月7日よりリアルタイム字幕放送を実施。
『週刊文春』2020年1月16日号に当番組が2020年3月をもって終了すると報じられ、その約1か月後の2020年2月9日に同年3月末をもって12年の歴史に幕を閉じる事を関西テレビが発表し、同月28日の放送が最終回となった。同年4月4日から、後継番組として南海キャンディーズの山里亮太とフリーアナウンサーの宇賀なつみを起用する『土曜はナニする!?』を開始した。

### 番組の休止
2011年3月12日は前日午後に発生した東日本大震災に関する『FNN報道特別番組』、同年4月2日には『めざましソングエイド』（当初は「ロープジャンプEX」全国大会を予定したが東日本大震災の影響により全国大会が中止されたために急遽変更された代替番組）を放送のため休止。2012年4月7日には「第3回ロープジャンプ 小学生No.1 決定戦」を放送するため休止。
2012年8月4日・11日は8:00 - 9:54に『ロンドンオリンピック2012ハイライト』を放送のため休止（前座番組『めざましどようび』は8:00終了）。2014年4月5日はFIFA U-17女子ワールドカップ決勝生中継のため休止（前座番組『めざましどようび』は7:45終了）。
2016年4月16日は当初は放送する予定だったが、当日未明に発生した熊本地震の本震に関する『FNN報道特別番組』を放送したため急遽休止した。
2011年と2016年12月31日は休止せず、大晦日スペシャルとして通常の放送を実施した。

## 出演者

### 番組終了時点での出演者
総合司会
- 山口智充（DonDokoDon）
- 飯豊まりえ（2017年7月1日 - ）
- ガレッジセール（ゴリ、川田広樹）

レギュラー
- 川島壮雄（関西テレビアナウンサー）（2017年4月 - 、2009年2月 - 2017年3月は天気予報担当のみ）
- 竹上萌奈（2016年3月 - ）（関西テレビアナウンサー） - 生中継

準レギュラー
- アンガールズ（田中卓志、山根良顕）
- はるな愛（2010年10月 - ）
- 村上知子（森三中）（2019年4月 - ）
- トータルテンボス（大村朋宏、藤田憲右）
- 小椋ケンイチ（ヘアメイクアップアーティスト）
- いとうあさこ（2016年1月 - ）

ナレーター
- あおい洋一郎 - 「ぐっさんを連れて行くならこんなトコ!」、「ハッピーふるさとリップ」のナレーター。「地球まるごと見聞録」に登場する男性（ホテルの支配人、飲食店の店員など）の吹き替えの担当。
- 柳森万里 - 「世界ピカイチツアー」、「ハッピーふるさとリップ」のナレーター担当。
- 松尾明子 - 「にじいろミラクルチェンジ」ナレーター担当
- 藤本景子、中島めぐみ（関西テレビアナウンサー） - 「地球まるごと見聞録」→「世界ピカイチツアー」に登場する、女性の吹替えの担当。
- 豊田康雄・石田一洋（関西テレビアナウンサー） - 「地球まるごと見聞録」→「世界ピカイチツアー」に登場する、にじいろガイドの男性の吹替えの担当。

### 過去の出演者
- 総合司会
  - ベッキー （2016年1月30日放送分から当面の間休演という扱いだった。）[3]
  - 清水富美加（2016年4月2日 - 2017年2月4日）

※2017年2月11日放送分は体調不良による欠席扱い。2月17日に「同18日以後は出演がなくなりました」との説明があり、事実上2月4日をもって降板となった。
※なお清水はベッキーの休養に伴うピンチヒッターや後任としてではなく、あくまでもベッキーを続投（復帰）させる前提での「追加の新レギュラー」と位置付けて起用していたが、担当期間中にベッキーの復帰がなされなかったため、共演もなかった。
- 天気予報担当
  - 山本悠美子（当時関西テレビアナウンサー）（ - 2009年1月）
- にじいろミラクルチェンジ担当
  - 石井正則（アリtoキリギリス）（ - 2009年5月頃）
  - 髭男爵（山田ルイ53世、ひぐち君）（ - 2010年9月）
  - 山里亮太（南海キャンディーズ/「山ちゃん」名義で出演）（ - 2015年6月）
  - 佐藤弘道（2009年6月頃 - 不明）
  - 綾部祐二（ピース）（2015年7月 - 2017年3月）
  - 新山千春
- じいちゃん!ばあちゃん!唯が行ぐがらな～担当
  - 佐藤唯（2009年5月 - 2015年3月）

前コーナーである「にじいろ三ツ星キッチン」や「ナイショのレシピ♪楽チンキッチン」「週替わり(秘)企画」も担当していた。

## 主な企画

### 最終回時点の企画
8:30
ぐっさんを連れて行くならこんなトコ! → ぐっさんと行くならこんなトコ!（2008年10月 - ） → ぐっさんとググッともっと!（2019年4月 - ）
前番組「うふふのぷ」の企画「ぐっさんのトーキョーほっ。」のリニューアル。2016年からコーナータイトル変更。
山口智充がゲストと共にゲストの行きつけの飲食店やゆかりの場所を訪れたり、ゲストの趣味などの体験をしたりする。
- 東京都内のロケが中心で、司会者がレポーターとして、ゲストと共に行きつけの飲食店での食事やゆかりの場所（卒業した学校など）を訪問、ゲストの趣味を体験、ナレーターが「○○さん、今日は一日ありがとうございました。」などのあいさつで締めるなど、TBS『ぴったんこカン・カン』と類似しているところが多い。
- 「ぴったんこカン・カン」との相違点は、レポーターがゲストとの待ち合わせ場所に向かうところから始まり、出演するゲストは一人（過去にドラマなどで山口と共演したことがあるタレントや俳優など。）のみで、別のゲスト（映画・ドラマ等の共演者）がロケの途中から登場して参加する演出、番組が用意したゲストへお薦めの料理店の紹介、ゲストが出演する映画やドラマの舞台になった都市、観光地でのロケもない。
- 稀に「ぴったんこカン・カン」で紹介されたゲストの行きつけの料理店、ゆかりの場所が登場することがある。
- 過去に「ぴったんこカン・カン」で準レギュラーの石塚英彦が出演している。逆に山口は「ぴったんこ-」には出演していない。

8:50頃
ジーンちゃんがキキコミ!世界ピカイチ☆ツアー（2015年1月10日 - ）
番組キャラクターのジーンちゃん（スタッフ）が、世界の街に出向きその地で話題になっていることや流行していることを地元の人々にキキコミ調査を行い、海の向こうの最新トレンドを紹介する。スタジオ進行はガレッジセールが担当だったが、2015年4月から2016年1月までベッキーが担当していた。2016年4月から2017年2月までは清水富美加が担当。2017年7月からは飯豊まりえが担当
- 開始時から放送されていた「世界☆ぐるぐるジーン〜海の向こうの7つの自慢〜」、その後放送された「地球まるごと見聞録〜今日からアナタも世界ツウ!〜」のリニューアルである。
- 本コーナーは15分の単独番組としても別途制作されており、カンテレは深夜～早朝にフィラーとして放送。番組販売もされており、各地のフジテレビ系列局のほか、同系列外では日本テレビ系列の山口放送(KRY)や、青森放送（RAB）が不定期で放送している。15分編集版ではナレーションのみの進行で、本番組の出演者は登場しない。

9:10頃
ニッポンふるさと大使 → ハッピーふるさとりっぷ → ニッポン開運★福めぐり（2016年4月2日 - ）
ガレッジセールの2人が、週末に出かけたくなる！絶対に訪れるべきニッポン全国津々浦々のスポットをご紹介！
このコーナーでは取材先の地元のミスコンテスト（観光大使・ふるさと大使）入賞者、あるいは地元出身・在住のタレントや系列局アナウンサーも案内役として参加する。
2016年5月までは9:35ごろのコーナーだったが、6月から配置が入れ替わった。
9:20頃
感動!感涙!感謝!にじいろ3Kanヒロイン（2018年10月6日 - ）
9:45頃
生中継コーナー

### 終了した企画
- ぐっさんにオススメJAPAN（開始 - 2008年9月） - 本コーナーの題字は山口智充が手掛けた。
- にじいろ三ツ星キッチン（同上）
- 世界☆ぐるぐるジーン〜海の向こうの7つの自慢〜（開始 - 2009年3月）
- ナイショのレシピ♪楽チンキッチン（2008年10月 - 2009年3月）
- 週替わり(秘)企画 （2009年4月 - 2010年3月）
2009年4月から6月までの間は月替わりとして、2009年7月からは、以下にあるこれらの企画を週替わりにランダムとして放送されていた。
  - 2009年4月 - とれたて直送!市場定食
  - 2009年5月 - 2015年3月28日：じいちゃん! ばあちゃん! 唯が行ぐがらな〜
佐藤唯が、農業や商店を営むお年寄りを訪ね、農作業・商売などのお手伝いをする。
2009年5月、2009年7月 - 2010年3月は週替わりで放送されてきたが、2010年4月以降は毎週放送されていた。
  - 2009年6月 - にじいろ!おみやげハンティング〜地元の隠れた名産品MAP〜
- 地球まるごと見聞録〜今日からアナタも世界ツウ!〜（2009年4月 - 2014年12月20日）

にじいろミラクルチェンジ → Happyミラクルチェンジ（開始 - 2018年9月 ）
2017年4月からコーナータイトルを変更、新企画を複数投入してリニューアル。週毎にサブタイトルが設定され、ランダムとして放送される。2016年5月までは9:15ごろからだったが、6月から配置が入れ替わった。タイトルと担当は下記の通り。
- 働く美人が大変身!（開始 - 2018年9月）
  - 担当：アンガールズ

オシャレから遠ざかっている働く女性を変身させる企画(一般的に男性が多い職業に就いている女性が選ばれる事が多い)
- ニッポン全国ビューティー計画・嫁姑W変身! → 嫁姑W変身!（開始 - 2018年9月）
  - 担当 髭男爵 → はるな愛

家事や仕事により、オシャレから遠ざかった嫁と姑を変身させる企画。(商店を営む一家の嫁＆姑が選ばれる事が多い)
- 大変身!上京ガール（2017年8月 - 2018年9月）
  - 担当：トータルテンボス

生まれ育った故郷から、東京に上京した若い女性を変身させる企画。
- 輝くオンナの人生劇場（開始 - ）
  - 担当：小椋ケンイチ、新山千春

女性経営者の変身企画。また、参加女性の起業までの軌跡を再現VTRで紹介する。
- 恋活シンデレラ（2017年5月 - 、不定期）
  - 担当：いとうあさこ

- 仲良し3人組まとめて大変身!にじいろビューティーツアー
  - 担当：石井正則（アリtoキリギリス）→ 佐藤弘道

仲のいい女性3人組を変身させる企画。(主婦が選ばれる事が多い)
- 家族まるごと大変身
  - 担当：山里亮太（南海キャンディーズ）

オシャレを忘れた両親とオシャレの仕方をまだ知らない子供を変身させる企画。(30～40代の夫婦と小学生くらいまでの子供がいる家庭が選ばれる事が多い)
- お悩みファミリーおしゃれ大作戦
  - 担当 : 綾部祐二

おしゃれに自信がない家族を訪れ、プロと共に悩みを解決。「家族まるごと大変身」のリニューアル版。
- ママありがとう!シングルマザーが大変身
  - 担当：いとうあさこ

家事などでオシャレができないシングルマザーを変身させる企画。
- パパがステキに大変身!
  - 担当：トータルテンボス

オシャレに無頓着な父親と家族たちをダンディに変身させる企画。

## オープニングCG・アイキャッチCG
- 初代：2008年4月5日 - 2009年3月28日
- 2代目：2009年4月4日 - 2011年3月19日（アイキャッチCGについては、2020年3月28日まで使用）
- 3代目：2011年3月26日 - 2016年3月26日
- 4代目：2016年4月2日 - 2020年3月28日

## エンディングテーマ
- 「週末ハッピー（にじいろ気分でパート2）」歌：山口智充（2017年4月1日 - ）

過去のエンディングテーマ
- 「虹がかかってた」（くずアルバムに収録） 歌：くず（開始 - 2013年6月29日）
  - 後に、2009年7月22日に発売された“山口智充”名義のアルバム『(有) 山口モータース』に収録されているバージョンに変更されている。
- 「レインボーブリッジを渡って」歌：山口智充（2013年7月6日 - 2015年3月27日）
- 「にじいろ気分で」歌：山口智充、ベッキー、ガレッジセール（2015年4月4日 - 2017年3月）

## 天気予報BGM
2010年から2015年までベッキー♪♯の曲が使用されていた。
以下の5曲は、ベッキー♪♯の1stアルバム『心の星』（2010年2月24日発売）に収録されている。
- 1月「心こめて」
- 2月「好きだから」
- 3月「そらいろ」
- 4月「手紙」
- 5月「テクノキャット」

以下の2曲は、ベッキー♪♯の3rdシングル（2010年7月20日発売）の曲である。
- 6月「ころころマゴコロ」
- 7月 - 9月「エメラルド」

以下の2曲は、ベッキー♪♯の4thシングル（2010年12月1日発売）の曲である。
- 10月「ブルバ」
- 11月 - 2011年2月5日「冬空のLove Song」
- 「GOOD LUCKY!!!!!」グッキー（2011年2月12日-3月5日）
- 「風のしらべ」　（2011年5月7日-2012年4月）
- 「ヤルキスイッチ」（2012年5月-2012年10月）
- 「MY FRIEND ～ありがとう～」（2012年11月-?)(2012年12月発売）
- 「ぎゅ。」（?～?）

## スタッフ
2020年3月終了時点
- 構成：佐久間貴司、根宜利彰、やまだともカズ、ほし友実【毎週】、つちやゆかり、一文無隼人【週替り】
- リサーチ：フルタイム
- ブレーン：鈴木一史、沢野緑
- TD：西村武純（カンテレ）
- CAM：横山和明・鈴木智雄（カンテレ）【週替り】
- VE：松岡泰助【週替り】／山本謙吾（カンテレ）
- 音声：宮島雅俊・野村理恵・長谷川周作（カンテレ）【週替り】
- 音声/MA：赤澤和伸（カンテレ）
- MA：中道尚宏・佐藤孝彦・安部智博・小野愼也（カンテレ）【週替り】／井田憲吾（カンテレ）
- 効果：藤原将、西原長治【週替り】
- 照明：中村貴志（カンテレ）、大阪共立【週替り】／大西祐輔（カンテレ）
- 編集：岡元裕次（イングス）【毎週】、沖野裕之・小寺崇弘（ウエストワン）【週替り】
- TK：中嶋多実子
- 美術制作：毛阪一洋（カンテレ）
- デザイン：山本直人
- 美術進行：磯本則和
- 大道具：つむら工芸
- 衣裳：東京衣裳
- 装飾：萬浪隆史（一時離脱→復帰）
- 電飾：和田剛
- メイク：ビーム
- 生花装飾：山本猛
- タイトル：宇野公佑
- CG：インフォルメ
- 編成：前洋平（カンテレ）
- 宣伝：根本杏香（カンテレ）
- 技術協力：イングス、ウエストワン、SHAGA DELIC!【毎週】、共同テレビジョン【不定期】／テレコープ（以前は毎週）
- 取材協力：よしもとブロードエンタテインメント、フリーピット、nouveau【毎週】、CREA5、ZettonZ、メディアプルポ、D-REC、エキスプレス、クラッチ.、フロッグ【週替り】／argus
- 取材ディレクター：山城洋昌・松井一樹・大庭進也（フリーピット）、森脇芳史・森栗唯・安本浩太（CREA5）、三谷祐二（ZettonZ）、若松雅也・小岩崇慎・三谷俊仁（メディアプルポ）、高橋純平、早浪賢・和田善樹（D-REC）、西野佳（Express）、三浦未来・吉部珠未（クラッチ.）、岩橋剛志・日高理恵（フロッグ）、三橋秀登（インパクト）、田村将哉（カンテレ）【週替り】、佐藤裕司（NET WEB→よしもとBE）【毎週】／、重信好輝（クラッチ.）、藤原慎平（メディアプルポ）、伊野勝久（SSSystem）
- 海外ロケマネージャー：三井朝子（nouveau）【毎週】、山本キヨ、柏元麻友子、本田里絵（nouveau）、藤井さち【週替り】／瀬尾えり子・西山智範（nouveau）、紹美大介、イヴァニチョヴァー・テレーシア、レミ・ティソ
- AP：長原千夏
- 協力プロデューサー：牧里子・西垣信二（共によしもとクリエイティブ・エージェンシー、西垣→2017年7月1日 - ）
- ディレクター：田中祥吾（カンテレ）、橋本堅史【週替り】／加藤春佳
- 演出：髙橋諒太（カンテレ、2019年4月 - 、以前はディレクター→一時離脱）
- プロデューサー：長野聡（カンテレ、2019年7月20日 - ）
- 制作協力：吉本興業
- 制作著作：関西テレビ→カンテレ

### 過去のスタッフ
- チーフプロデューサー：近藤兵衛（カンテレ、一時離脱していたが、2015年3月に演出・Pとして復帰→2017年7月からはCPに昇格）
- プロデューサー：小川悦司・東野和全（共に関西テレビ）、谷口博邦（カンテレ、一時離脱していたが、2017年7月に演出・Pとして復帰→2019年4月頃から7月13日までP）
- 協力プロデューサー：柴垣早智子・小林真未子・重枝栄子・植田隆志・坂口大輔・山田貢・藤原真美・富永衣里子（山田→2017年4月1日 - 、共によしもとクリエイティブ・エージェンシー）、江間浩司・山田剛寛・小笠原耕介・藤代賢二（共にNET WEB）
- ディレクター：岸本陽介・脇田直樹・黒崎翔太郎・瀬川翔・藤本竜平・高原礼子・田中耕司・安國悟・村山尚純（共にカンテレ）、松田裕士（当時NET WEB、現:ビーダッシュ）、中島義天・川向涼子（NET WEB）、酒井倫太郎
- 取材ディレクター：田中勝・大坂倫代・木村亮・齋藤慎一郎（共にNET WEB→よしもとBE）、津田真吾・木邑裕介・杉浦圭太（共にD-REC）、市川晃、山本康太、市川豊、竹本剛志・茂野悠介（共にメディアプルポ）、馬場省吾、池田智（カンテレ）、杉野健人
- AP：池田佳也
- AD：助川仁康（NET WEB）
- 編成：小寺健太・乾正志・東田元・川村徹也・川元敦雄・中村道郎（全員関西テレビ）
- 宣伝：和田由美・宮内覚・北村友香理・姫野健太（4人共関西テレビ）
- 制作デスク：野中優子
- デスク：川村安希、石村晴(春)奈
- 構成：松永英隆、岸本浩二（NET WEB）
- ブレーン：小松照昌、山中太、山本恵未夏
- TD：横山和明（カンテレ）、日浅宏一（ウエストワン）
- CAM：中山秀一・中居龍紀・油野邦彦・西村武純・芳山貴勇・鈴木智雄・井上佑介（共にカンテレ）、日浅宏一・島廻忠司（共にウエストワン）
- VE：高橋辰夫（関西テレビ）、中川裕貴・松井勝正・中島知晶（共にカンテレ）
- 音声：永田誠・筒井亨・水川賢一（共にカンテレ）(MA兼務)
- MA：永田誠・坂田常夫・水川賢一・宮島雅俊・上之段剛・岡野登志也（共にカンテレ）(音声兼務)
- 照明：金子宗央（カンテレ）
- 編集：瀬戸口雅治・矢野数馬・堀田秀治（関西テレビ）、川合尉嗣（ウエストワン）、今岡裕之（イングス）
- 美術制作：杉山茂光・森田誠二・乗本孝治 ・西川夏子（共に関西テレビ）
- 美術進行：喜多謙治、永田道徳、青木繁、吉田哲也
- 衣裳：岡本忠治
- 電飾：松野栄司
- 装飾：山本文、中森正啓、筒井由佳
- タイトル：川角諭志、広田真吾、河合立史、岡山萌、溜池尚毅（一時離脱→復帰）
- CG：谷信之（インフォルメ）
- スチール：テレビフォト工房
- 取材協力：NET WEB、SSSystem、レジスタX1

## スピンオフ番組
- ジーンちゃんが世界のごちそういただきます♪

## ネット局
全局同時ネット。
| 放送対象地域   | 放送局名                  | 系列                                         | 放送時間 (JST)   | 備考     |
| -------------- | ------------------------- | -------------------------------------------- | ---------------- | -------- |
| 近畿広域圏     | 関西テレビ（KTV）         | フジテレビ系列                               | 土曜 8:30 - 9:55 | 制作局   |
| 北海道         | 北海道文化放送（uhb）     | フジテレビ系列                               | 土曜 8:30 - 9:55 |          |
| 岩手県         | 岩手めんこいテレビ（mit） | フジテレビ系列                               | 土曜 8:30 - 9:55 |          |
| 宮城県         | 仙台放送（OX）            | フジテレビ系列                               | 土曜 8:30 - 9:55 |          |
| 秋田県         | 秋田テレビ（AKT）         | フジテレビ系列                               | 土曜 8:30 - 9:55 |          |
| 山形県         | さくらんぼテレビ（SAY）   | フジテレビ系列                               | 土曜 8:30 - 9:55 |          |
| 福島県         | 福島テレビ（FTV）         | フジテレビ系列                               | 土曜 8:30 - 9:55 |          |
| 関東広域圏     | フジテレビ（CX）          | フジテレビ系列                               | 土曜 8:30 - 9:55 |          |
| 新潟県         | NST新潟総合テレビ（NST）  | フジテレビ系列                               | 土曜 8:30 - 9:55 | [ 注 5 ] |
| 長野県         | 長野放送（NBS）           | フジテレビ系列                               | 土曜 8:30 - 9:55 |          |
| 静岡県         | テレビ静岡（SUT）         | フジテレビ系列                               | 土曜 8:30 - 9:55 |          |
| 富山県         | 富山テレビ（BBT）         | フジテレビ系列                               | 土曜 8:30 - 9:55 |          |
| 石川県         | 石川テレビ（ITC）         | フジテレビ系列                               | 土曜 8:30 - 9:55 |          |
| 福井県         | 福井テレビ（FTB）         | フジテレビ系列                               | 土曜 8:30 - 9:55 |          |
| 中京広域圏     | 東海テレビ（THK）         | フジテレビ系列                               | 土曜 8:30 - 9:55 |          |
| 島根県・鳥取県 | 山陰中央テレビ（TSK）     | フジテレビ系列                               | 土曜 8:30 - 9:55 |          |
| 岡山県・香川県 | 岡山放送（OHK）           | フジテレビ系列                               | 土曜 8:30 - 9:55 |          |
| 広島県         | テレビ新広島（TSS）       | フジテレビ系列                               | 土曜 8:30 - 9:55 |          |
| 愛媛県         | テレビ愛媛（EBC）         | フジテレビ系列                               | 土曜 8:30 - 9:55 |          |
| 高知県         | 高知さんさんテレビ（KSS） | フジテレビ系列                               | 土曜 8:30 - 9:55 |          |
| 福岡県         | テレビ西日本（TNC）       | フジテレビ系列                               | 土曜 8:30 - 9:55 |          |
| 佐賀県         | サガテレビ（STS）         | フジテレビ系列                               | 土曜 8:30 - 9:55 |          |
| 長崎県         | テレビ長崎（KTN）         | フジテレビ系列                               | 土曜 8:30 - 9:55 |          |
| 熊本県         | テレビ熊本（TKU）         | フジテレビ系列                               | 土曜 8:30 - 9:55 |          |
| 大分県         | テレビ大分（TOS）         | 日本テレビ系列 フジテレビ系列                | 土曜 8:30 - 9:55 |          |
| 宮崎県         | テレビ宮崎（UMK）         | フジテレビ系列 日本テレビ系列 テレビ朝日系列 | 土曜 8:30 - 9:55 |          |
| 鹿児島県       | 鹿児島テレビ（KTS）       | フジテレビ系列                               | 土曜 8:30 - 9:55 |          |
| 沖縄県         | 沖縄テレビ（OTV）         | フジテレビ系列                               | 土曜 8:30 - 9:55 |          |